# Dubrovački trubaduri
Dubrovački trubaduri (Дубровачки трубадури, « Les Troubadours de Dubrovnik ») est un groupe yougoslave formé en 1961 avant de se séparer au début des années 1980.
Le groupe est connu pour sa participation, à travers deux de ses chanteurs Luciano Capurso et Hamo Hajdarhodžić, au Concours Eurovision de la chanson 1968 représentant la Yougoslavie avec la chanson Jedan dan (Један дан).